# Travering
Der Travering ist ein kombinierter Verkehrsübungsplatz sowie eine Motorsportanlage in Bad Oldesloe in Schleswig-Holstein. Sie wird vom AMC Stormarn im ADAC betrieben und ist seit 60 Jahren Austragungsort kleinerer Motorsportveranstaltungen. Mit einer Länge von nur 630 Metern ist die auf dem Gelände befindliche Strecke die kleinste Motorsport-Rennstrecke Deutschlands, die auch für Auto- und Motorrad-Veranstaltungen tauglich ist.

## Geschichte

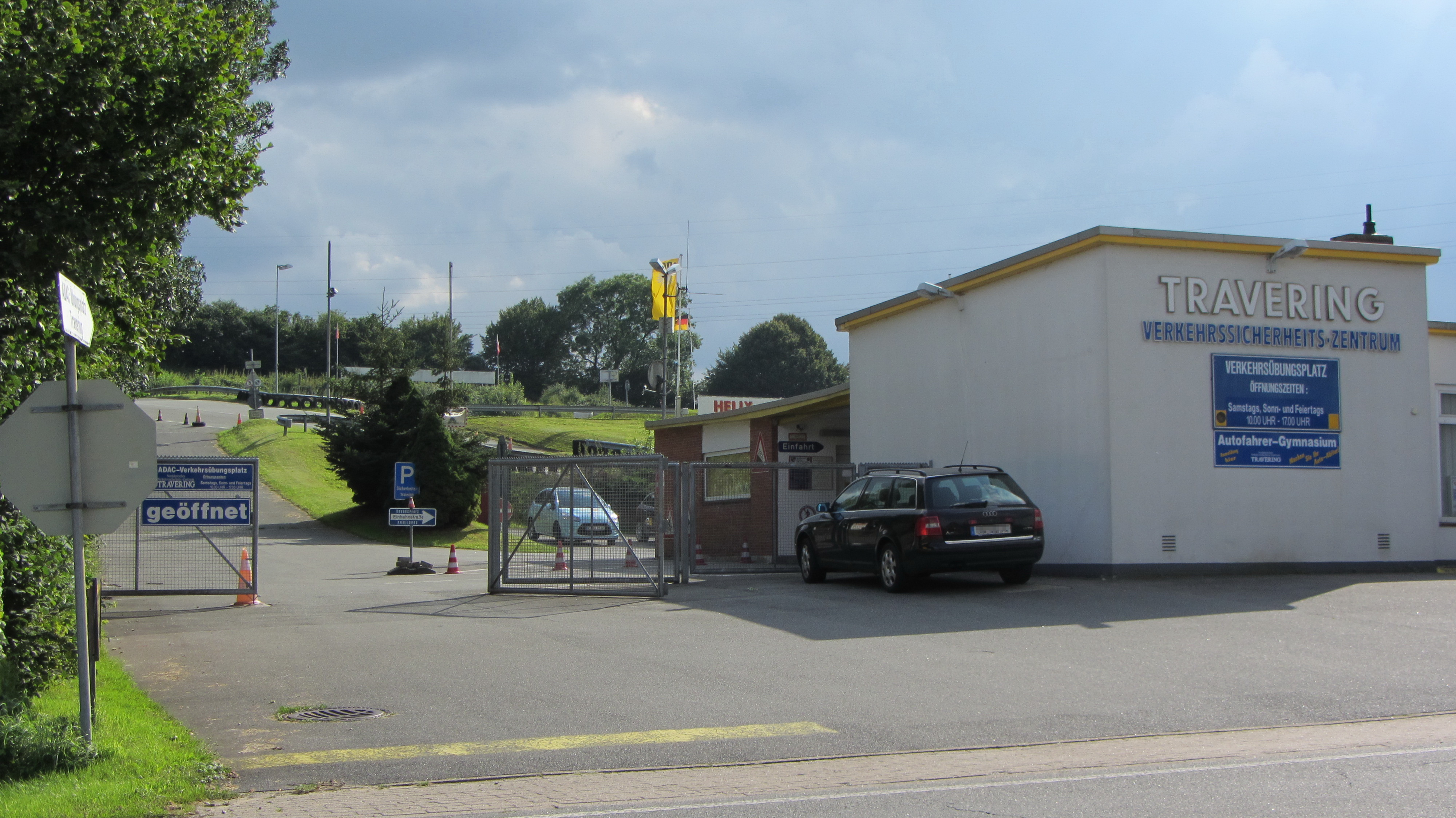
Einfahrt zum Travering

Der Travering ist die Hausstrecke des 1952 gegründeten AMC Stormarn, der ab 1953 eine Motocross-Strecke auf einem Gelände an der Sehmsdorfer Straße am stadtauswärts gelegenen südlichen Trave-Ufer betrieb. 1964 wurde auf dem Gelände der früheren Motocrossstrecke ein Verkehrsübungsplatz errichtet, der auch Anlagen zur Ausrichtung eigener Motorsportveranstaltungen erhielt.

## Streckenbeschreibung
Die an der Nordseite des Geländes gelegene 90 m lange Start-Ziel-Gerade führt am tiefsten Punkt der Strecke zur Kurve 1, von der es steil den Hang hinauf zur Kurve 3 geht. Hinter dieser wird auf einer Kuppe am südlichen Rand der Anlage der höchste Punkt der Strecke erreicht der 16 Meter über der Kurve 1 liegt. Eine hängende Kurve führt auf den mit einer Gleitfläche ausgestatteten, ebenen Übungsplatz, auf dem für Wettbewerbe der Verlauf der Strecke mit Pylonen markiert werden muss und der die einzige Linkskurve des Kurses enthält. Über einen lediglich 5–6 m breiten Streckenabschnitt geht es dann bergab zurück zur Start-Zielgerade.

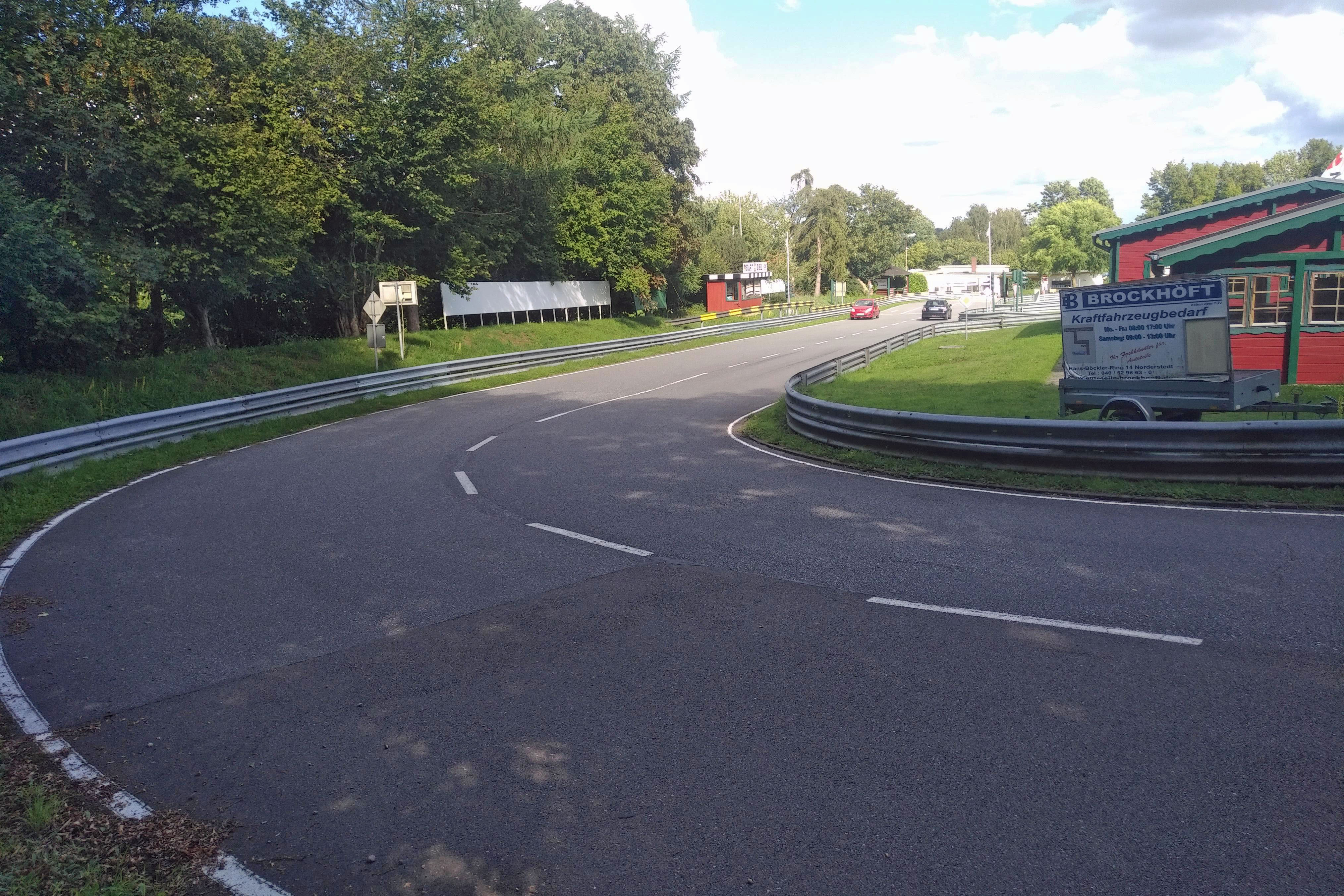
Letzte Kurve des Traverings und Start-Ziel-Gerade

Neben den asphaltierten Strecken kann auf dem Gelände auch eine Cross-Strecke für Mountain-Wettbewerbe angelegt werden. Neben dem Eingangsgebäude und den Verwaltungsbüros des Verkehrsübungsplatzes befinden sich auf dem Gelände auch das Vereinsheim des AMC Stormarn, das für die Zeitnahme bei Wettbewerben gedachte Zeitnehmer-Häuschen, sowie einige Gerätelager.

## Veranstaltungen
Von etwa 1965 bis 1982 fanden insgesamt 26 Ausgaben des ADAC Travering-Rennens auf der Strecke statt. Danach wurden bis etwa zum Jahr 2000 die Prix Maritim Veteranen Rennen für historische Fahrzeuge auf der Strecke veranstaltet

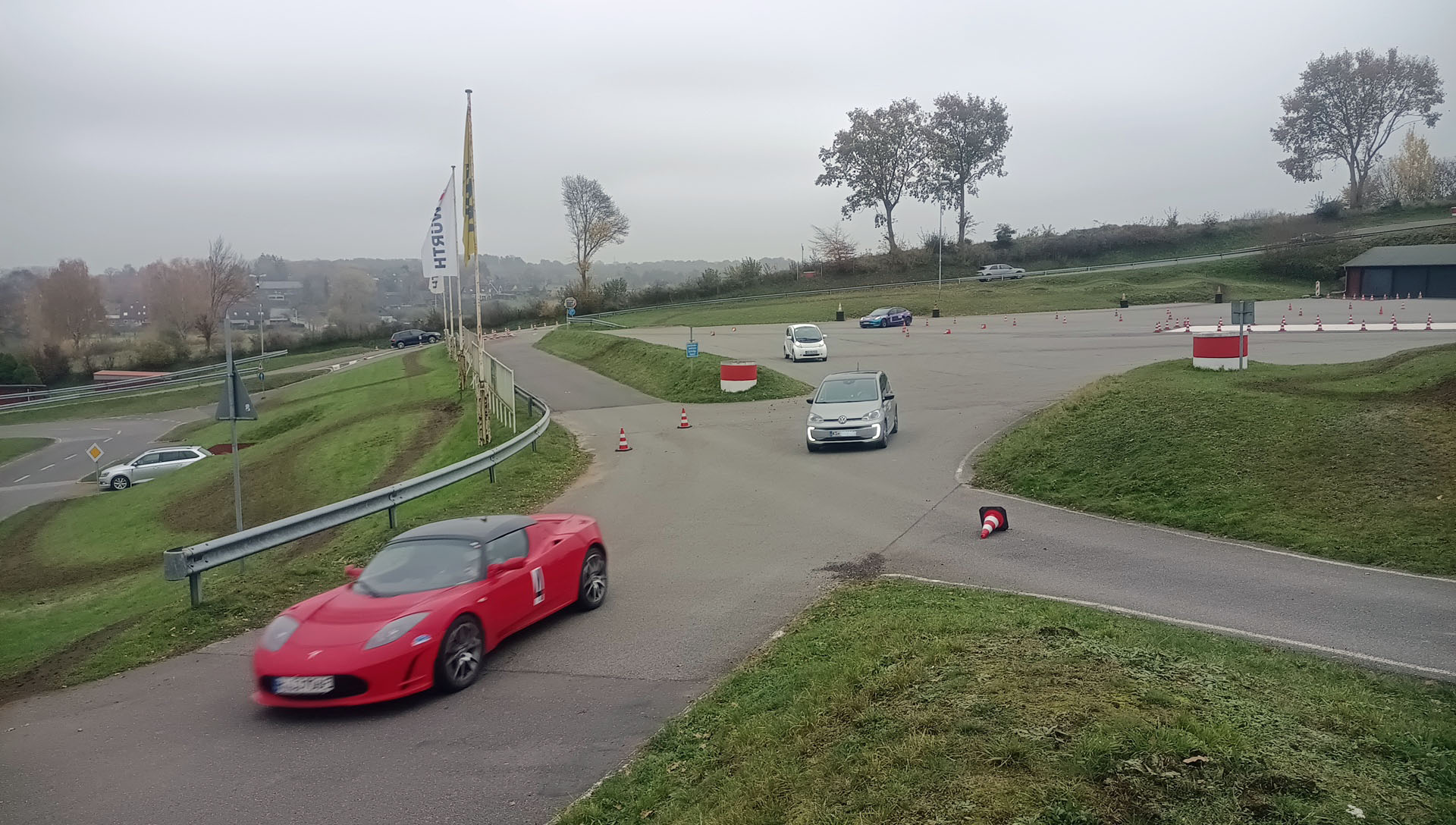
ADAC Travering 100 am 10. November 2024

Der die Anlage betreibende AMC Stormarn führt aktuell vorrangig Automobil-Slaloms, Kart-Slaloms und Minibike-Trainings auf der Strecke durch.
Darüber hinaus finden auch Bergrennen bzw. Gleichmäßigkeitsprüfungen auf dem Kurs statt.
Im November 2024 wurde erstmals ein über die Distanz von 100 Minuten ausgetragener Langstreckenwettbewerb auf der Strecke veranstaltet.
Daneben wird der Travering als Verkehrsübungsplatz zum Training von Fahranfängern und für Sicherheitstrainings benutzt.